# تام دلونگ
تام دِلونگ (انگلیسی: Tom DeLonge؛ زادهٔ ۱۳ دسامبر ۱۹۷۵) یک موسیقی‌دان، خواننده، ترانه‌سرا، کارآفرین، تهیه‌کننده موسیقی و تهیه‌کننده فیلم اهل ایالات متحده آمریکا است.
او در فیلم دست‌های بیکار بازی کرده‌است.